# Blackburnium kirbyi
Blackburnium kirbyi es una especie de coleóptero de la familia Geotrupidae.

## Distribución geográfica
Habita en el Territorio del Norte, Queensland y al oeste de Australia.